# Tylosema fassoglensis
Tylosema fassoglensis är en ärtväxtart som först beskrevs av Georg August Schweinfurth, och fick sitt nu gällande namn av Antonio Rocha da Torre och Jean Olive Dorothy Hillcoat. Tylosema fassoglensis ingår i släktet Tylosema och familjen ärtväxter. Inga underarter finns listade i Catalogue of Life.

## Bildgalleri